# 第一哲學沉思集
《第一哲學沉思集》是法國哲學家勒內·笛卡兒所著的一本哲學論文選集，以拉丁語首次出版于1641年。由呂納公爵（Duc de Luynes）翻譯的法語版本（后由克勞德·克萊爾色列修訂增補）則以《形而上學沉思》一名出版于1647年。
《第一哲学沉思集》的构成包括：致巴黎神学院的信、给读者的前言、内容提要、六个沉思、反驳与答辩，以及致狄奈特与克莱尔色列的信。《第一哲學沉思集》詳盡的展示了笛卡爾的形而上學系統，也是對他本人自《談談方法》（1637）一書建立起的哲學系統的拓展。

## 《沉思》概要
阅读六个沉思时，注意笛卡尔是以沉思者的立场进行思考的，直到沉思结束，沉思者才和笛卡尔获得一致的观念。如果不把沉思者和笛卡尔区分开，很容易对笛卡尔的观点造成误读。

### 第一個沉思：論可以引起懷疑的事
在第一個沉思裏，笛卡尔让沉思者进行了普遍怀疑。笛卡尔并非怀疑主义，而是进行方法怀疑（method of doubt）。
首先是怀疑感官，論證一切通過感官而建立起的信念或認知都是不可靠與值得懷疑的。他認爲既然他曾被自己的感官欺騙過，那麽他現在可能仍在受欺騙，用他的原話既是：“爲了小心謹慎起見，對於已經騙過我們的東西就絕不完全加以信任”。
接下来，笛卡尔为沉思者提供更多的理由來懷疑自己的認知的真實性：他假設自己可能是瘋了，在做夢，或者是正在受一個邪惡的“妖怪”的欺騙。
概括的說，這一論點即為： 
1. 如果我在做夢/受欺騙，那麽我的認知即是不可靠的。

在這一章中，笛卡爾的目標是延緩他對他所有的，哪怕只是些微的不可靠的認知的判斷。這一懷疑論觀點說明了他在第一個沉思中考量過的所有認知，包括他對物理世界的所有認知，都是不可靠的。也正因此，他決定延緩對所有認知的判斷，“如果用這個辦法我還認識不了什麽真理，那麽至少我有能力去不下判斷。”並將所有對物理世界的認識看作假象。以及放棄那種在他看來屬於人之常情的，在未有足夠依據的情況下接受新認知的習慣。

### 第二個沉思：論人的精神的本性以及精神比物體更容易認識
在第二個沉思中，爲了回答第一個沉思中提出的問題，笛卡爾給出了一種有時被稱為表象主義（Representationalism）的思考模式。他給出了這一模式的五個步驟：
1. 我們只能通過我們的觀念（Ideas）來認知世界；事物只能被非直接的認知。
2. 這些觀念能由精神（Minds）的内容所理解，包括理智，心智，記憶，概念，意向等等。
3. 觀念和它們所代表的事物是相互分開的。
4. 這些被觀念所代表的事物對於精神來説是“外在的”。
5. 這些觀念所構造的認知可以是正確也可以是錯誤的。

笛卡爾以這一表象理論將物理世界與心靈割裂了開來，使得我們必須要有某种連接才能跨越兩者之間的鴻溝，並相信觀念對外部世界的描繪是精確的。他在構建這一連接時所用到的第一個要素可在這一段原文摘錄中找到：

可是我曾説服我自己相信世界上什麽都沒有 — 沒有天，沒有地，沒有精神，也沒有物體；難道我不是也曾説服我相信連我也不存在嗎？絕對不；如果我曾説服我自己相信什麽東西，或者僅僅是我想到過什麽東西，那麽毫無疑問我是存在的。可是有一個我不知道是什麽的非常強大、非常狡猾的騙子，他總是用盡一切伎倆來騙我。因此，如果他騙我，那麽毫無疑問我是存在的；而且他想怎麽騙我就怎麽騙我，只要我想到我是一個什麽東西，他就縂不會使我成爲什麽都不是。所以，在對上面這些很好地加以思考，同時對一切事物仔細地加以檢查之後，最後必須做出這樣的結論，而且必須把他當成確定無疑的，即有我，我存在這個命題，每次當我說出它來，或者在我心裏想到它的時候，這個命題必然是真的。

換言之，一個人的意識表明了一個人的存在。笛卡爾將其總結為“有我，我存在”（ego sum, ego existo）。
在確認了“我”的存在以後，笛卡爾試圖找出“我”是什麽。在此他並不使用常規的言語定義法，因爲用言語定義勢必引出更多需要定義的言語。他試圖找出一種更爲簡潔直接的方法。而第一個這類不言自証的事實就來自笛卡爾提出的對存在的證明：

那麽我究竟是什麽呢？是一個在思維的東西。什麽是一個在思維的東西呢？那就是說，一個在懷疑，在領會，在肯定，在否定，在願意，在不願意，也在想象，在感覺的東西。

爲了更好的定義自身，笛卡爾用一塊蜂蠟來舉例。他認爲讓蜂蠟成爲蜂蠟的並不是它的顔色，紋理或形狀一類可改變的性質。而是他本人理智的領會。以此，他清楚地區分開了“知覺”和“判斷”。 當一個人認識到事物的性質，例如一塊蠟在熱力炙烤下，或是在移動中所產生的廣延，那麽他對事物的認知即是“清楚、分明”（clara ac distincta）的了。
既然事物能以這樣的方法被認知，那麽對於我們自身同樣的道理也適用。自我並不是由我們的感知所決定，而是由我們所想的事物所決定。 因此，笛卡爾認爲“沒有什麽對我來說是比我的精神更容易認識的東西了。”

### 第三個沉思：論上帝及其存在
笛卡爾認爲，觀念一共有三種：與自己俱生的，外來的，以及由自我做成的。與自俱生的觀念總是伴隨著自己，自我做成的觀念則是由自身的想象所虛構出來，而外來的觀念則是由我們對外部世界的認知所產生。他認爲對上帝的概念是由上帝置入我們内心的與自俱生的觀念，而非外來的或是由自我做成的。
證明一
1. 無中不能生有。
2. 觀念的原因至少含有和觀念本身的客觀實在性一樣多的形式實在性。
3. 我有對上帝的觀念，而這個觀念包含著無限的客觀實在性。
4. 因爲我並不是無限且完美的事物，因此我不會是對上帝的觀念的原因。只有無限且完美的事物才能成爲這樣觀念的原因。
5. 因此無限且完美的上帝存在。

證明二
1. 我存在。
2. 我的存在必然有原因。
3. 可能的原因有：

A) 我自己；
B) 我一直都存在；
C) 我的父母；
D) 某些不如上帝完滿的東西；
E) 上帝。
4. 如果是我使自己存在，我會使自己更完滿，因此非A。
5. 我一直以來都存在並不能解決這一問題，因爲我以前的存在不能保證我現在的存在，因此非B。
6. 如果是我的父母使我存在，我可以進一步追問前述的問題，從而導致無窮回溯，因此非C。
7. 完美的概念不能來自非完美的事物，因此非D。
8. 因此上帝存在。
笛卡爾認爲他對上帝具有一個清楚，分明的觀念。一個對完美事物的概念不能產生自非完美的事物，因此正如自我的存在是不言自証的事實一般，上帝的存在亦是如此。

### 第四個沉思：論真理與錯誤
前述數個沉思所得出的“我”與“上帝”界存在的結論帶來了新的問題：如果上帝是善與美的，並且是一切善與美的根源，那麽為甚麽還會有錯誤存在？笛卡爾試圖在第四個沉思中回答這一問題。
如果凡是我所有的都是來自上帝的，如果他沒有給我弄錯的能力，那麽就應該說，我決不應該弄錯。
笛卡爾對此問題的解釋架構在存在之鏈（scala naturae）這一概念之上，這條巨鏈的一端是一切善與美的象徵上帝本身，另一端則是“虛無”，即與完滿相反的概念。而人類正存在於鏈條的兩端之間，人類不如上帝完滿，但卻比虛無要更完滿。從而，使人犯錯的不是一種上帝給予的能力，而是因爲上帝沒有給予人類無限的分辨真假的能力的一種缺陷。這樣一來，錯誤的出現在至善至美的上帝的存在背景下就顯得合理了。
我被放在至上存在体和非存在体之間，這使得我，就我是由一個至上存在体產生的而言，在我心理實在説來沒有什麽東西能夠引導我到錯誤上去；但是，如果我把我看成是以某种方式分享了無或非存在体，也就是說，由於我自己並不是至上存在体，我處於一種無限缺陷的狀態中，因此我不必奇怪我是會弄錯的。這樣一來，我認識到，錯誤，就其作為錯誤而言，並不取決於上帝的什麽實在的東西，而僅僅是一種缺陷，從而對於犯錯誤來説，我不需要有上帝專門為這個目的而給我什麽能力，而是我所以有時弄錯是由於上帝給了我去分辨真和假的能力對我來說並不是無限的。
笛卡爾又提出了錯誤存在的另外兩個可能。其一，他有限的智力無法理解上帝的行爲，自然他也不能理解上帝為什麽沒有把他創造的不會出錯。從這一點上引申，笛卡爾還總結道，人類通過科學永遠不能得知事物的動力因。
仔細考慮一下之後，我首先想到的是，我的智慧理解不了爲什麽上帝做了他所做的事，這我倒也不必奇怪；同樣，我也沒有任何理由懷疑他的存在，因爲我通過經驗也許看到其他許多東西而不能理解上帝爲什麽以及怎樣產生了它們。因爲，既然已經知道了我的本性是極其軟弱、極其有限的，而相反，上帝的本性是廣大無垠，深不可測的，無限的，我再也用不著費事就看出他的潛能裏有無窮無盡的東西，這些東西的原因超出了我精神的認識能力。光是這個理由就足以讓我相信：人們習慣于從目的裏追溯出來的所有這一類原因都不能用於物理的或自然的東西上去；因爲，去探求和打算發現上帝的那些深不可測的目的，我覺得那簡直是狂妄已極的事。
其二，笛卡爾認爲，孤立看一件事物時所出現的錯誤在整體的角度下可能就不再是錯誤了。
當人們探求上帝的作品是否完滿時，不應該單獨拿一個造物孤立起來看，而應該縂地把所有的造物都合起來看。因爲，如果它是獨一無二的，它也許能有什麽理由好像是十分不完滿的；可是，如果把它看成是這個宇宙整體的一部分，它在它的本性上就是非常完滿的。而且，自從我故意懷疑一切事物以來，雖然我僅僅肯定地認識了我的存在和上帝的存在，可是自從我認出了上帝的無限潛能以來，我就不能否認他也產生了其他很多東西，或者至少他能夠產生那些東西，因而我也不能否認我存在並且被放在世界裏，作為一切存在的東西的整體的一個部分。
最後，笛卡爾將錯誤產生的原因歸結到理智和意志的差異之上。因爲人類的理智是不完滿的，而意志卻是無限的，從而在理智認識不到的事物上使用自由意志，錯誤就產生了。即，錯誤是由使用者錯誤的使用了上帝給予的能力而並非由能力本身所產生。
如果我對我沒有領會得足夠清楚、明白的事情不去判斷,那麼顯然是我把這一點使用得很好，而且我沒有弄錯。可是如果我決定去否定它或肯定它，那麼我就不再是像我應該做的那樣去使用我的自由意志了；如果我肯定了不是真的東西，那麼顯然我是弄錯了。即使我判斷對了，這也不過是碰巧罷了，我仍然難免弄錯，難免不正確地使用我的自由意志。因為，自然的光明告訴我們，理智的認識永遠必須先于意志的決定。構成錯誤的形式就在於不正確地使用自由意志上的這種缺陷上。我說，缺陷在於運用(因為運用是我來運用)，而不在於我從上帝接受過來的能力，也不在於從上帝來的運用。

### 第五個沉思：論物質性東西的本質；再論上帝及其存在
在第五個沉思的開始，笛卡爾闡述了他在本章中的目標：他試圖將認識從前述沉思討論過的上帝和自我処擴展到包括物質性事物的更廣的範圍上去。在論述過程中，笛卡爾還給出了證明上帝存在的本体論論證。

在我檢查我以外是否有這樣的一些東西存在之前，我應該先考慮這些東西的觀念（因爲這些觀念是在我的思維之中的），看看哪些是清楚的，哪些是模糊的。

笛卡爾將外部事物分爲清楚的和模糊的兩類。清楚的事物包括了對廣延，延續以及運動的概念。這些幾何概念無法被曲解或是通過重新組合而產生錯誤。例如，在數學上無論怎樣改變一個三角形，它的内角和始終是180度。因此笛卡爾認爲，事物的真實本性可能是獨立于思考者本人而存在的。

我覺得在我心裏有某些東西的無數觀念，雖然這些東西也許在我的思維之外沒有什麽存在性，可是不能就認爲他們是純粹的無；而且，雖然我可以想到它們或不想到它們，它們並不是我憑空捏造的，而是有它們真實、不變的本性的。擧例來說，當我想到一個三角形時，即使在我的思維以外也許世界上根本沒有什麽地方存在這樣的一個形狀，也許從來沒有過，可是畢竟這個形狀的某一種確定的性質或形式或本質還是有的，他是不變的、永恒的，不是我憑空捏造的，也不取決於我的精神。

在想到這些外部客體的獨立性的同時，笛卡爾意識到他對上帝的認識和對數學概念的認識一樣清楚、分明。他認爲這個概念和前述關於上帝的概念一樣可以用于論證上帝的存在。他擧了一個山與谷的例子，一個人不能想象出一個沒有谷的山，因而沒有谷的山可能就不存在。不過，一個人無法想象出一個不存在的上帝卻派出了上帝不存在的可能性。這一論證可寫成如下形式：
1. 上帝是一個具有無限完滿性的個體。
2. 完滿性包括存在。
3. 所以上帝存在。

這一本体論論證源自于中世紀經院哲學家與神學家安瑟倫。雖然在前面的沉思中笛卡爾已經論證過上帝的存在，但是這一證明讓他對真實提出的“清楚、分明”的標準更加完善。確證了上帝的存在以後，前述所有的懷疑甚至連夢境都是真實的。由此，笛卡爾推斷出在擁有對一個至上存在體的認識之前，對任何事物的完滿認識都是不可能的。

因此我非常清楚地認識到，一切知識的可靠性和真實性都取決於對於真實的上帝這個唯一的認識，因而在我認識上帝以前，我是不能完满知道其他任何事物的。而現在我既然認識了上帝，我就有辦法取得關於無窮無盡的事物的完滿知識，不僅取得上帝之内的那些東西的知識，同時也取得屬於物體性質的那些東西的知識，因爲物體性質可以用作幾何學家們推証的對象。

### 第六個沉思：論物質性東西的存在；論人的靈魂和肉體之間的實在區別
在第六個沉思中，笛卡爾討論了物質性事物存在的可能。首先，他斷言這些事物可能存在是因為上帝能夠產生它們：

就人們之把物質的東西看成是幾何學論證的對象來説，既然我用這種方式把他們領會的十分清楚、分明，那麽至少我已經知道這樣的東西是能夠有的。因爲毫無疑問，凡是我能夠領會的清楚、分明的東西，上帝都有能力產生出來，而且我從來沒有斷定過他對於什麽東西由於我不能很好地領會就做不出來。

確認了事物存在的可能以後，笛卡爾轉向精神意象的普遍性以尋求證明。他將想象和智力活動分開討論，前者是腦海中形成的圖像，後者則是對事物的理解，他用了一個例子來説明這點：
擧例來說，當我想一個三角形時，我不僅領會到這是一個由三條綫組成並且包含三條綫的形狀，而且除此之外，由於我的精神力量和精神内部的活動，我也把這三條綫看成是出現在面前的，而這正是我所說的想象。如果我想要一個千邊形，我當然領會這是一個有一千個邊組成的形狀，和我領會一個三角形是僅僅有三個邊那樣想一個千邊形的一千個邊，也不能（姑且這樣說）用我精神的眼睛把一千個邊看成是出現在我面前的。

雖然這些論述可以以外部事物的存在來很好地解釋，但是笛卡爾至此尚未對外部事物確實存在給出一個嚴格的證明。爲了獲得這個證明，笛卡爾首先回顧了自己沉思的前提，即一切通過感官得來的概念都是不可靠與值得懷疑的。隨後他又聯係上在前述沉思中得出的自己和完美上帝存在的結論，給出了靈魂與肉體是有所區別的以及物質性事物存在的證明：
靈魂與肉體有所分別的證明
1. 上帝可以產生任何我能夠清楚、分明認識的事物；
2. 如果上帝將一事物創造的與另一事物獨立，那麽這兩樣事物就是有所區別的；
3. 我清楚、分明的認識到我作爲一個在思考的東西存在，而思考的東西並不需要肉體的存在；
4. 因此上帝可以將一個在思考的東西創造的獨立於肉體；
5. 我清楚、分明的認識到我的肉體是一個有廣延的東西，而有廣延的東西並不需要靈魂的存在；
6. 因此上帝可以將一個有廣延的身體創造的獨立於靈魂；
7. 因此我的靈魂與肉體有所區別；
8. 因此我可以沒有肉體而存在。

這個證明常被批評的一點是：即使上帝能夠將肉體和靈魂創造的互相獨立（2），那也無法説明上帝就是這麽做的（7）。
物質性事物存在的證明
1. 我從我的感覺並判斷出物質性事物的確存在；
2. 這個本性必然是上帝賦予我的；
3. 如果物質性事物不存在，那麽上帝就是個騙子；
4. 上帝不是個騙子；
5. 因此物質性事物存在，並且包含著屬於他們的本質。

在通過這兩個證明駁斥了唯我論與懷疑論后，笛卡爾似乎成功地將實在定義成了三部分：上帝，靈魂，以及物質性事物。在討論了一些可能會挑戰他的理論的自然現象（如：幻肢，夢，以及水腫病）后，笛卡爾結束了全文。

## 反驳和答辩
在《沉思集》出版前，笛卡爾將他的手稿發給了多位哲學家，神學家以及邏輯學家。他們所寫的《反駁》與笛卡爾作的《答辯》被包含在《沉思集》中一同印行。在《沉思集》的前言中，笛卡爾寫到“我想對看《沉思集》的人做個請求，請他們費心在看過所有那些反駁和我對那些反駁所做的答辯之前，先不要下什麽判斷。”據此，《反駁》和《答辯》可以看成是笛卡爾《沉思集》的一部分。
七篇《反駁》的作者，按照書中出現的順序排列：
- 荷蘭神學家約翰内斯·卡特魯斯；
- 由多方面神學家與哲學家所作，馬蘭·梅森教士收集；
- 英國哲學家托馬斯·霍布斯；
- 法國神學家與邏輯學家安托万·阿爾諾；
- 哲學家皮埃爾·伽桑狄；
- 另一組由梅森收集的反駁；
- 耶穌會修士皮埃爾·布爾丹。

這些《反駁》的作者們對笛卡爾書中使用的方法和證明做出了許多的批評。一些《反駁》的作者並沒有完全理解原文的意思，笛卡爾對這一類《反駁》的回復通常是輕蔑無禮的。但一些《反駁》卻十分有力，笛卡爾是否成功的回復了它們仍是一個有爭議的話題。
最爲有力的一些反駁包括：
關於上帝存在的證明的反駁
- 我們對無限的存在體並沒有一個清楚的概念。（第一、第二、第五篇反駁）
- 我可以想象一個完滿存在體，這並不能説明完滿存在體存在。（第一、第二、第五篇反駁）
- 我們不需要上帝也可以獲得有關上帝的概念。（第二、第三篇反駁）
- 沒有任何事物能使自己存在, 因此上帝並不能使自己存在，除非上帝的本質不受時間順序的影響。（第四篇反駁）

關於認識論的反駁
- 我們如何能知道我們以爲是認識的清楚、分明的概念確實是清楚、分明的？（第三、第五篇反駁）
- 笛卡爾循環問題。
- 笛卡爾認爲我們能確認身體的存在，同時能確認知覺與現實的相關性，但我們並不能確認我們感知到的身體就是我們在物質世界中的身體。（第五、第六篇反駁）

關於精神哲學的反駁
- 概念總是意象性的，因此我們沒有一個在思考的東西的概念（非意象性概念）。（第三篇反駁）
- 我們不能說靈魂（在思考的東西）並不是物質性的東西，因爲我們並不知道關於靈魂的一切。（第二、第四、第五、第七篇反駁）

除此之外，波希米亞的伊麗莎白公主也在與笛卡爾的通信中討論過他的《沉思集》（1643年，這些通信在她的堅持下沒有出版）。她向笛卡爾對靈魂和肉體連接方式的描述提出了反對意見；另外，針對笛卡爾的真理必須通過理智來認識的説法，她認爲一些真理，比如道德真理，應該通過除理智以外的方式獲得。

## 注解
1. ↑  副標題為其中論證上帝的存在和靈魂的不滅
2. ↑  書的拉丁文原文標題是：Meditationes de prima philosophia, in qua Dei existentia et animæ immortalitas demonstratur。

### 漢語
- 《第一哲學沉思集》，漢譯世界學術名著叢書，龐景仁譯。商務印書館1986年6月第一版。

### 法語
- Oeuvres De Descartes, 11 vols., edited by Charles Adam and Paul Tannery (Paris: Librairie Philosophique J. Vrin, 1983).

### 英語
- The Philosophical Writings Of Descartes, 3 vols., translated by John Cottingham, Robert Stoothoff, and Dugald Murdoch (Cambridge: Cambridge University Press, 1988).
- The Philosophical Works of Descartes, 2 vols, translated by Elizabeth S. Haldane, and G.R.T. Ross (Cambridge: Cambridge University Press, 1978).
- Meditations on First Philosophy, translated by John Cottingham (Cambridge: Cambridge University Press, 1996).
- Méditations Métaphysiques, translated by Michelle Beyssade (Paris: GF, 1993).

## 延伸閲讀
- Alquié, Ferdinand. La découverte métaphysique de l'homme chez Descartes (Paris: PUF, 2000).
- Beyssade, Jean-Marie. La Philosophie première de Descartes (Paris: Flammarion, 1979).
- Cottingham, John. (ed.) The Cambridge Companion to Descartes (Cambridge: Cambridge University Press, 1992).
- Dicker, Georges. Descartes: An Analytical and Historical Introduction (New York: OUP, 1993)
- Frankfurt, Harry. Demons, Dreamers and Madmen (Indianapolis: Bobbs-Merrill, 1970).
- Gilson, Étienne. Etudes sur le rôle de la pensée médiévale dans la formation du système cartésien (Paris: Vrin, 1930).
- Gueroult, Martial. Descartes selon L'Ordre des Raisons (Paris: Aubier, 1968). Translated by Roger Ariew as Descartes' Philosophy Interpreted According to the Order of Reasons (Minneapolis: University of Minnesota Press, 1984).
- Hatfield, Gary. Routledge Philosophy Guidebook to Descartes and the Meditations (London: Routledge, 2003).
- Kenny, Anthony. Descartes: A Study of His Philosophy (Bristol: Thoemmes Press, 1968).
- Rorty, Amelie. (ed.) Essays on Descartes' Meditations (Berkeley: University of California Press, 1986).
- Williams, Bernard. Descartes: The Project of Pure Enquiry (London: Penguin Books, 1978).
- Wilson, Margaret. Descartes (London: Routledge & Kegan Paul, 1978).

## 外部連結
- 綫上資源
  - 笛卡兒：第一哲學沉思集——反駁和答辯 (中文，天涯線上書庫)
  - 第一哲學沉思錄約翰·韋奇英譯版，PDF與Word格式。 （页面存档备份，存于）
  - 伊麗莎白·霍爾丹的英譯本。 （页面存档备份，存于）
  - librivox.org （页面存档备份，存于）上的免費有聲書。
  - 1641年拉丁文本；1647年法語翻譯本; 約翰·韋奇英語翻譯本 （页面存档备份，存于）
  - Meditationes de prima philosophia, éd. de Amstelodami, ex typographia Blavania, 1685 (Vicifons)
- 斯坦福哲學百科全書
  - 笛卡爾的生平與成果 （页面存档备份，存于）
  - 笛卡爾的模態形而上學 （页面存档备份，存于）
- 其他
  - 《第一哲學沉思集》簡述（英文，共6488詞）
  - 心理與心靈的哲學：笛卡爾與萊爾
  - SparkNotes：《第一哲學沉思集》 （页面存档备份，存于）